# Colletes indicus
Colletes indicus är en biart som beskrevs av Kuhlmann 2003. Colletes indicus ingår i släktet sidenbin, och familjen korttungebin. Inga underarter finns listade i Catalogue of Life.